# 침중기
《침중기(枕中記)》는 중국 당대의 풍자소설로 작자는 심기제(沈旣濟)이다.
자신의 불우함을 한탄하는 가난한 서생이 한 도사(道士)가 준 베개로 인해 일생 동안의 영고성쇠(榮枯盛衰)의 모습을 보나, 깨고 보니 그것이 잠깐 동안의 꿈이었다는 것을 알고, 명리(名利)를 찾는 자신의 하찮은 모습을 깨닫는다. 파란만장의 일생을 일순의 꿈에 응축시킨 소설수법은 특기할 만한 것이다. '황량일취몽(黃梁一炊夢)'의 고사(故事)로서 후자에 전해지고 있다. 당대(唐代)의 실리적 풍조에 대한 작가의 풍자가 담겨져 있다.

## 작품 내용
당대 개원(開元) 7년(719) 과거시험에 낙방하여 의기소침해진 노생이 한단(邯鄲)을 지나다가 한 주막에 들르게 되었고, 그곳에서 그는 신선술을 익힌 도사 여옹을 만나 자신의 신세한탄을 늘어놓는다. “선비가 세상에 태어나서 마땅히 공명을 세워 장수로 출전하고 재상에 올라 풍부한 음식을 누리고 아름다운 음악을 들으며 종족이 더욱 번창하고 집안이 더욱 부유해진 연후에 즐거움을 말할 수 있겠지요.” 피곤해진 그가 잠이 들려하자 도사 여옹이 청자로 만든 베개를 그에게 건네주었다. 노생은 그 베개를 베고 누워 꿈속으로 빠져들었다.

꿈속에서 그는 아름답고도 온화한 여인을 아내로 맞이하고 진사 시험에도 급제하여 섬주목, 경조윤, 호부상서 겸 어사대부, 중서령으로 승진하고 연국공에 봉해진다. 게다가 다섯 아들까지도 고관대작이 되고 명문가 규수를 아내로 맞아들인다. 이렇게 노생은 온갖 부귀영화를 누리다 여든 살에 병이 들어 죽음에 이르게 된다. 막 숨이 끊어질 무렵 노생은 깜짝 놀라 잠에서 깨어나 주위를 돌아보니 여옹은 여전히 옆자리에 앉아 있었고 주막 주인이 찌는 기장밥도 아직 다 안 익은 상태였다. 인간 욕망의 부질없음을 깨달은 노생은 여옹에게 감사드린다.— 침중기 <枕中記, 枕中记> (낯선 문학 가깝게 보기 : 중국문학, 2013. 11., 정병윤, 박재우, 위키미디어 커먼즈)